# Tommy Lindholm
Tommy Lindholm (Parainen, 3 februari 1947) is een voormalig profvoetballer en voetbaltrainer uit Finland.

## Clubcarrière
Lindholm speelde als aanvaller en werd tweemaal kampioen van Finland met TPS Turku (1968 en 1975). Lindholm was tweemaal (1967 en 1968) topscorer van de Veikkausliiga, en werd door de Finse voetbalbond in 1969 uitgeroepen tot Fins voetballer van het jaar.

## Bondscoach
Lindholm, zelf goed voor 47 interlands (elf doelpunten), was bondscoach van Finland van 1992 tot medio 1994. Hij volgde Jukka Vakkila op en had de nationale selectie 31 wedstrijden lang onder zijn hoede. Onder zijn leiding wonnen de Finnen slechts vijf keer. Hij vertrok na de 4-0 nederlaag in de EK-kwalificatiewedstrijd tegen Griekenland op 12 oktober 1994. Lindholm werd opgevolgd door Jukka Ikäläinen.
| Interlands Finland onder leiding van Tommy Lindholm | Interlands Finland onder leiding van Tommy Lindholm | Interlands Finland onder leiding van Tommy Lindholm | Interlands Finland onder leiding van Tommy Lindholm | Interlands Finland onder leiding van Tommy Lindholm | Interlands Finland onder leiding van Tommy Lindholm |
| №                                                   | Datum                                               | Wedstrijd                                           | Uitslag                                             | Competitie                                          |                                                     |
| --------------------------------------------------- | --------------------------------------------------- | --------------------------------------------------- | --------------------------------------------------- | --------------------------------------------------- | --------------------------------------------------- |
| 1                                                   | 14.05.1992                                          | Finland – Bulgarije                                 | 0 – 3                                               | WK-kwalificatie                                     |                                                     |
| 2                                                   | 03.06.1992                                          | Finland – Engeland                                  | 1 – 2                                               | Oefeninterland                                      |                                                     |
| 3                                                   | 26.08.1992                                          | Finland – Polen                                     | 0 – 0                                               | Oefeninterland                                      |                                                     |
| 4                                                   | 09.09.1992                                          | Finland – Zweden                                    | 0 – 1                                               | WK-kwalificatie                                     |                                                     |
| 5                                                   | 07.11.1992                                          | Tunesië – Finland                                   | 1 – 1                                               | Oefeninterland                                      |                                                     |
| 6                                                   | 14.11.1992                                          | Frankrijk – Finland                                 | 2 – 1                                               | WK-kwalificatie                                     |                                                     |
| 7                                                   | 20.01.1993                                          | India – Finland                                     | 0 – 0                                               | JNC-10                                              |                                                     |
| 8                                                   | 22.01.1993                                          | Finland – Kameroen                                  | 0 – 0                                               | JNC-10                                              |                                                     |
| 9                                                   | 26.01.1993                                          | India – Finland                                     | 0 – 2                                               | JNC-10                                              |                                                     |
| 10                                                  | 28.01.1993                                          | Kameroen – Finland                                  | 2 – 0                                               | JNC-10                                              |                                                     |
| 11                                                  | 31.01.1993                                          | Noord-Korea – Finland                               | 3 – 2                                               | JNC-10                                              |                                                     |
| 12                                                  | 20.02.1993                                          | Finland – Estland                                   | 0 – 0                                               | Baltic Cup                                          |                                                     |
| 13                                                  | 21.02.1993                                          | Finland – Litouwen                                  | 3 – 0                                               | Baltic Cup                                          |                                                     |
| 14                                                  | 13.04.1993                                          | Polen – Finland                                     | 2 – 1                                               | Oefeninterland                                      |                                                     |
| 15                                                  | 28.04.1993                                          | Bulgarije – Finland                                 | 2 – 0                                               | WK-kwalificatie                                     |                                                     |
| 16                                                  | 13.05.1993                                          | Finland – Oostenrijk                                | 3 – 1                                               | WK-kwalificatie                                     |                                                     |
| 17                                                  | 16.06.1993                                          | Finland – Israël                                    | 0 – 0                                               | WK-kwalificatie                                     |                                                     |
| 18                                                  | 25.08.1993                                          | Oostenrijk – Finland                                | 3 – 0                                               | WK-kwalificatie                                     |                                                     |
| 19                                                  | 08.09.1993                                          | Finland – Frankrijk                                 | 0 – 2                                               | WK-kwalificatie                                     |                                                     |
| 20                                                  | 13.10.1993                                          | Zweden – Finland                                    | 3 – 2                                               | WK-kwalificatie                                     |                                                     |
| 21                                                  | 10.11.1993                                          | Israël – Finland                                    | 1 – 3                                               | WK-kwalificatie                                     |                                                     |
| 22                                                  | 25.01.1994                                          | Qatar – Finland                                     | 1 – 0                                               | Oefeninterland                                      |                                                     |
| 23                                                  | 27.01.1994                                          | Qatar – Finland                                     | 0 – 0                                               | Oefeninterland                                      |                                                     |
| 24                                                  | 30.01.1994                                          | Oman – Finland                                      | 0 – 2                                               | Oefeninterland                                      |                                                     |
| 25                                                  | 01.02.1994                                          | Oman – Finland                                      | 1 – 1                                               | Oefeninterland                                      |                                                     |
| 26                                                  | 23.02.1994                                          | Marokko – Finland                                   | 0 – 0                                               | Oefeninterland                                      |                                                     |
| 27                                                  | 27.05.1994                                          | Italië – Finland                                    | 2 – 0                                               | Oefeninterland                                      |                                                     |
| 28                                                  | 02.06.1994                                          | Finland – Spanje                                    | 1 – 2                                               | Oefeninterland                                      |                                                     |
| 29                                                  | 17.08.1994                                          | Denemarken – Finland                                | 2 – 1                                               | Oefeninterland                                      |                                                     |
| 30                                                  | 07.09.1994                                          | Finland – Schotland                                 | 0 – 2                                               | EK-kwalificatie                                     |                                                     |
| 31                                                  | 12.10.1994                                          | Griekenland – Finland                               | 4 – 0                                               | EK-kwalificatie                                     |                                                     |